# 世界自転車選手権男子ケイリン歴代優勝者
世界自転車選手権男子ケイリン歴代優勝者（せかいじてんしゃせんしゅけんだんしけいりんれきだいゆうしょうしゃ、UCI Track Cycling World Championships – Men's keirin）は、1980年以降行われている世界選手権自転車競技大会・男子ケイリンの歴代優勝者をはじめ、3位までに入賞を果たした選手を一覧にしたものである。

## 過去の成績
1992年まではプロ。1993年以降はプロ・アマオープン
| 選手権                                | 金                               | 銀                             | 銅                               |
| ------------------------------------- | -------------------------------- | ------------------------------ | -------------------------------- |
| 1980                                  | ダニー・クラーク                 | ダニエル・モレロン             | ニールス・フレッドボーグ         |
| 1981                                  | ダニー・クラーク(2)              | ギド・ボンテンピ               | 久保千代志                       |
| 1982                                  | ゴードン・シングルトン           | ダニー・クラーク               | 北村徹                           |
| 1983                                  | ウース・フローラー               | ダニー・クラーク               | ギビー・ハットン                 |
| 1984                                  | ロベルト・ディルブンディ         | オクタビオ・ダザン             | ウース・フローラー               |
| 1985                                  | ウース・フローラー(2)            | オクタビオ・ダザン             | 滝澤正光 ディター・ギープケン    |
| 1986                                  | ミシェル・ファールテン           | ディター・ギープケン           | ウース・フローラー               |
| 1987                                  | 本田晴美                         | クラウディオ・ゴリネリ         | 井上茂徳                         |
| 1988                                  | クラウディオ・ゴリネリ           | オクタビオ・ダザン             | ミッシェル・バルタン             |
| 1989                                  | クラウディオ・ゴリネリ(2)        | パトリック・ダ・ロシャ         | 佐古雅俊                         |
| 1990                                  | ミカエル・ヒュープナー           | ミッシェル・バルタン           | クラウディオ・ゴリネリ           |
| 1991                                  | ミカエル・ヒュープナー(2)        | クラウディオ・ゴリネリ         | ファブリス・コラ                 |
| 1992                                  | ミカエル・ヒュープナー(3)        | ステファン・ペイト             | フレデリック・マニェ             |
| 1993                                  | ゲリー・ネイワンド               | マーティ・ノースタイン         | 吉岡稔真                         |
| 1994                                  | マーティ・ノースタイン           | ミカエル・ヒュープナー         | フレデリコ・パリス               |
| 1995                                  | フレデリック・マニェ             | ミカエル・ヒュープナー         | フレデリコ・パリス               |
| 1996                                  | マーティ・ノースタイン(2）       | ゲリー・ネイワンド             | フレデリック・マニェ             |
| 1997                                  | フレデリック・マニェ(2)          | ジャンピエール・バンジル       | マーティ・ノースタイン           |
| 1998                                  | イエンス・フィードラー           | アイナル・キクシス             | ローラン・ガネ                   |
| 1999                                  | イエンス・フィードラー(2)        | アンソニー・ペデン             | フレデリック・マニェ             |
| 2000                                  | フレデリック・マニェ(3)          | イエンス・フィードラー         | パベル・ブラン                   |
| 2001                                  | ライアン・ベイリー               | ローラン・ガネ                 | イエンス・フィードラー           |
| 2002                                  | ジョビー・ダイカ                 | ホセ・ビラヌエバ               | レネ・ウォルフ                   |
| 2003                                  | ローラン・ガネ                   | ジョビー・ダイカ               | バリー・フォルデ                 |
| 2004                                  | ジェミー・スタッフ               | ホセアントニオ・エスクレド     | イバン・ブルバ                   |
| 2005                                  | テーン・ムルダー                 | バリー・フォルデ               | シェーン・ケリー                 |
| 2006                                  | テオ・ボス                       | ホセアントニオ・エスクレド     | アルノー・トゥルナン             |
| 2007                                  | クリス・ホイ                     | テオ・ボス                     | ロス・エドガー                   |
| 2008                                  | クリス・ホイ(2)                  | テーン・ムルダー               | クリストス・ヴォリカキス         |
| 2009                                  | マキシミリアン・レヴィ           | フランソワ・ペルヴィス         | テーン・ムルダー                 |
| 2010                                  | クリス・ホイ(3)                  | アジズル・ハスニ・アウァン     | マキシミリアン・レヴィ           |
| 2011 アペルドールン                   | シェーン・パーキンス (AUS)       | クリス・ホイ (GBR)             | テーン・ムルダー (NED)           |
| 2012 メルボルン                       | クリス・ホイ (GBR)(4)            | マキシミリアン・レヴィ (GER)   | ジェイソン・ケニー (GBR)         |
| 2013 ミンスク                         | ジェイソン・ケニー (GBR)         | マキシミリアン・レヴィ (GER)   | マタイス・ブフリ (NED)           |
| 2014 カリ                             | フランソワ・ペルヴィス (FRA)     | ファビアン・プエルタ (COL)     | Matthijs Büchli (NED)            |
| 2015 イヴリーヌ                       | フランソワ・ペルヴィス (FRA)(2)  | エドワード・ドーキンス (NZL)   | アジズル・ハスニ・アウァン (MAS) |
| 2016 ロンドン                         | ヨアヒム・アイラース (GER)       | エドワード・ドーキンス (NZL)   | アジズル・ハスニ・アウァン (MAS) |
| 2017 香港                             | アジズル・ハスニ・アウァン (MAS) | ファビアン・プエルタ (COL)     | トマシュ・バベク (CZE)           |
| 2018 アペルドールン                   | ファビアン・プエルタ (COL)       | 河端朋之 (JPN)                 | マキシミリアン・レヴィ (GER)     |
| 2019 プルシュクフ                     | マタイス・ブフリ (NED)           | 新田祐大 (JPN)                 | シュテファン・ベティヒャー (GER) |
| 2020 ベルリン                         | ハリー・ラブレイセン (NED)       | 脇本雄太 (JPN)                 | アジズル・ハスニ・アウァン (MAS) |
| 2021 ルーベ                           | ハリー・ラブレイセン(2) (NED)    | ジェフリー・ホーフランド (NED) | ミハイル・イアコブレフ (RCF)     |
| 2022 サン＝カンタン＝アン＝イヴリーヌ | ハリー・ラブレイセン(3) (NED)    | ジェフリー・ホーフランド (NED) | ケビン・キンテロ (COL)           |
| 2023 グラスゴー                       | ケビン・キンテロ (COL)           | Matthew Richardson (AUS)       | 中野慎詞 (JPN)                   |
| 2024 バレラップ 詳細                  | 山﨑賢人 (JPN)                   | Mikhail Iakovlev (ISR)         | ケビン・キンテロ (COL)           |